# CMLL Show Aniversario 85
CMLL Show Aniversario 85 fue un evento de pago por visión de lucha libre profesional producido por Consejo Mundial de Lucha Libre. Tuvo lugar el 14 de septiembre de 2018 desde la Arena México en Ciudad de México.

## Resultados
- Princesa Sugehit, Marcela y La Jarochita derrotaron a Dalys la Caribeña, Reina Isis y La Metálica.
  - Marcela y Jarochita forzaron a Isis y Metálica a rendirse simultáneamente.
  - Originalmente Maligna iba a ser equipo con las técnicas, pero fue reemplazada por Metálica debido a su ausencia.
- Niebla Roja, Ángel de Oro y Audaz derrotaron a Mephisto, Negro Casas y El Felino.
  - Audaz forzó a Audaz a rendirse con un «Armbar».
  - Originalmente Mr. Niebla iba a ser equipo con Casas y Felino, pero fue reemplazado por Mephisto debido a una suspensión.
- Nueva Generación Dinamita (El Cuatrero, Forastero & Sansón) derrotaron a Místico, Atlantis y Soberano Jr.
  - Sansón cubrió a Místico después de un «Poder Dinamita».
- Cl4n (Ciber the Main Man, Sharlie Rockstar & The Chrizh) derrotaron a Los Guerreros Laguneros (Euforia, Gran Guerrero & Último Guerrero) y ganaron en Campeonato Mundial de Tríos del CMLL.
  - Man cubrió a Guerrero desde la segunda cuerda.
- King Phoenix, Penta El Zero M y Diamante Azul derrotaron a Caristico, L.A. Park y El Hijo de L.A. Park.
  - Phoenix cubrió a Park después de un «Fénix Driver».
- Rush & Bárbaro Cavernario derrotaron a Matt Taven & Volador Jr. en una Lucha de equipos de Cabelleras vs. Cabelleras.
  - Rush cubrió a Volador después de un «Martillo Negro».
  - Durante la lucha, Taven traicionó a Volador cambiando a heel.
  - Antes de la lucha, Rush atacó a Volador afuera del ring.
  - Después de la lucha, Taven intento huir del coliseo, pero Volador salió a detenerlo.
  - Como consecuencia, Taven y Volador perdieron sus cabelleras.